# Жінка (часопис)
«Жі́нка» — український часопис, що виходив у Львові в 1935—1939 роках. Двотижневик, орган центрального українського жіночого товариства «Союз українок».

## Редакція
Відповідальний редактор: Олена Федак-Шепарович (1935—1938), начальний редактор: Мілена Рудницька (1937—1938), редактор: Мілена Рудницька (1939). Адреса редакції: Львів, вул. Сикстуська, 44. Друк: «Графія», Львів, вул. Тиха, 5. Обсяг: 8 сторінок, формат 45х32 см.

## Тематика
Часопис створено за рішенням Українського жіночого конгресу 1934 у Станиславові. Перше число вийшло 1 січня 1935, того ж року загальні збори «Союзу українок» визнали часопис офіційним органом організації. Видання мало служити «поширенню… українського жіночого руху, бути речником та оборонцем думок, прав і змагань українського жіноцтва та його репрезентатом».
Публікації Мілени Рудницької дозволяють простежити наростання у жіночому русі національно-визвольних тенденцій. На сторінках часопису друкували звіти про організаційну роботу та культурно-просвітницькі заходи жіночих гуртків, оцінки політичних подій, пов'язаних з діяльністю жіночих організацій. Наприклад, ставлення жіночих організацій до терору в СРСР і репресій польської влади проти українських патріотичних організацій.
Однією з головних у часописі була тема поширення громадського жіночого руху. Кирило Трильовський у статті «Наталія Кобринська: З моїх споминів 80-тих років минулого століття» розповідав про поширення феміністичних ідей у Галичині (1937. — № 11/12). Розвідка Зінаїди Мірної «Жіночий рух на Великій Україні» давала огляд процесу активізації творчої та громадської діяльності українських жінок. Виходили статті про стан жіночого руху за кордоном: «Жіночий рух на Підкарпатті», «Об'єднання слов'янських жінок та українки», замітки про гуртки українок у Канаді.
Серед авторів статей: Микола Голубець, Лідія Горбачева, Юрій Липа, Софія Нагірна, Марія Пеньковська (псевдонім Павла Ковжуна), Марія Струтинська, Софія Русова та інші. Ілюстрували видання, зокрема, Марія Дольницька, Олена Кульчицька та Олекса Новаківський.

## Критика
У 2-ій половині 1930-х років видання критикувала членкиня «Союзу Українок» Ольга Гасин. На її думку, часопис мав «шкідливе» феміністичне спрямування, що переважало націоналістичне.